# كارلوس ساليناس
كارلوس ساليناس (بالإسبانية: Carlos Salinas)‏ هو لاعب كرة قدم بيروفي في مركز حراسة المرمى، ولد في 12 أكتوبر 1938 في إيكا في بيرو.

## وصلات خارجية
- كارلوس ساليناس على موقع قاعدة بيانات كرة القدم.إي يو (الإنجليزية)
- كارلوس ساليناس على موقع اللجنة الأولمبية الدولية (الإنجليزية)
- كارلوس ساليناس على موقع أوليمبيديا (الإنجليزية)